# ラウラ・デッカー

世界一周の航路

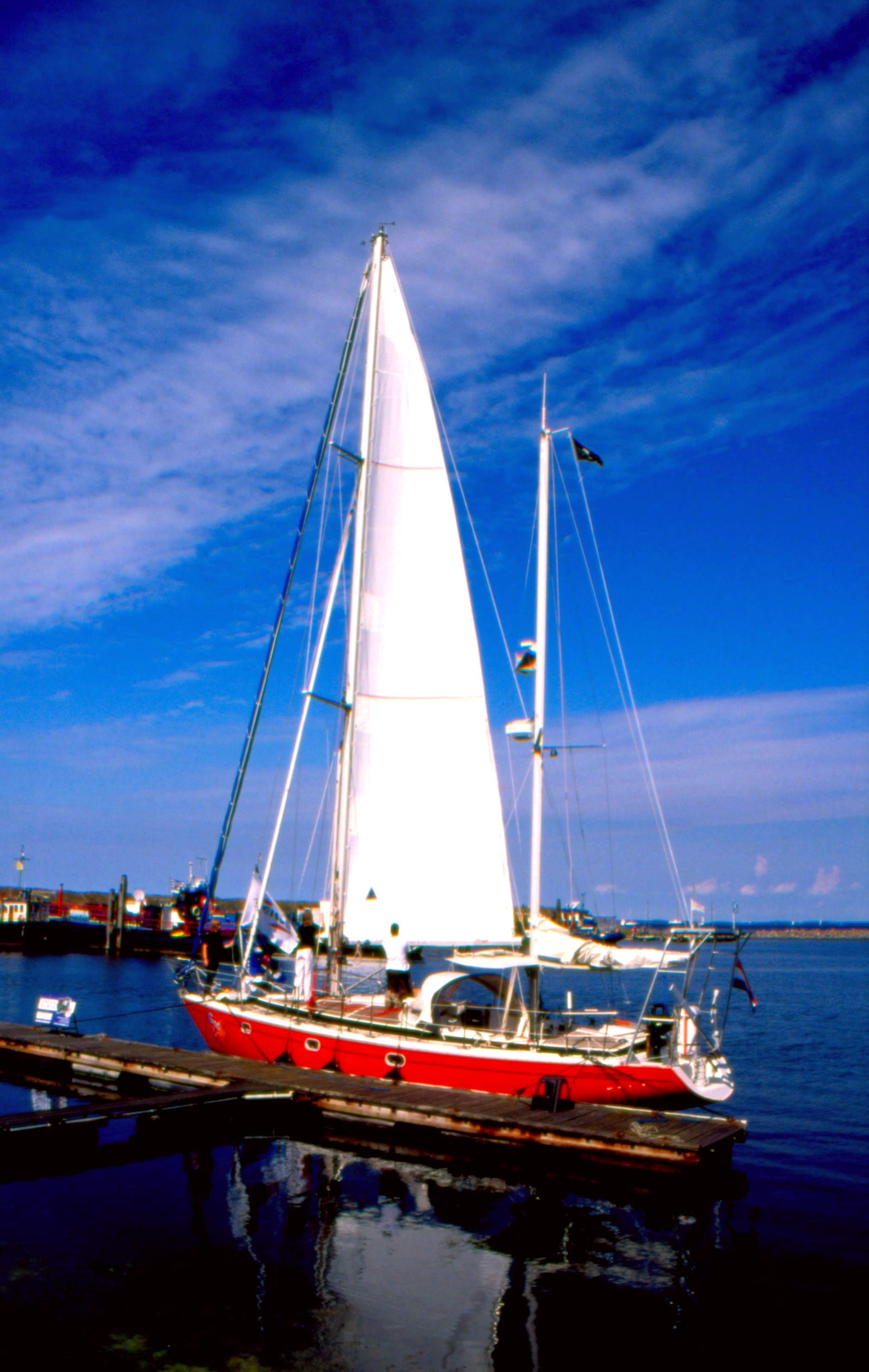
Yacht "Guppy" in Den Osse, Netherlands, on 3 August 2010

ラウラ・デッカー（Laura Dekker、1995年9月20日 - ）は、オランダ人の海洋冒険家。
両親、ディック・デッケルとバルバラ・ミュラーの世界旅行中にニュージーランドのファンガレイで生まれる。当時両親はヨットで暮らしており、海上で生まれた。1人で操船を始めたのは6歳から。オランダ人の父親、ドイツ人の母親により、両国二重国籍を持っている。2002年に両親が離婚してのちは、父親とオランダに居住。
2012年1月21日（当時16歳4か月）、シント・マールテン島に帰還し、ヨット単独（シングルハンド）世界一周の最年少記録を約8か月更新した。

## 単独世界一周
航海まで
当初は2009年9月にスタートする予定だった。しかし、オランダの児童保護当局が「航海経験の浅さ」を理由に危険性を指摘し、8月末に計画の一時中止を、10月末には航海の禁止を命令。その後、法廷闘争の末、2010年7月に勝訴。航海計画の緩和などを条件として、出航が許可された。
行程
2010年8月21日、イベリア半島南東端の英領ジブラルタルから、全長11.5mの愛船「グッピー (Guppy)」で出航（当時14歳）。海賊を避けるために航路を「喜望峰ルート」に変更。
2011年1月20日、カリブ海のオランダ自治領シント・マールテン島から再出航。西回りで約50,000km、大西洋を渡り、パナマ運河を抜け、太平洋のガラパゴス諸島、オーストラリア、インド洋、南アフリカの喜望峰などを経て、約1年後の2012年1月21日午後3時、帰還した（トータルで518日間の航海）。
- 2010年8月21日　ジブラルタル
- 2011年1月20日　シント・マールテン島
- 2011年4月11日　パナマ運河
- 2011年7月8日　トンガ
- 2011年11月12日　ダーバン
- 2012年1月21日　シント・マールテン島[8]

記録
ギネス世界記録（英国のギネス・ワールド・レコーズ社）では、記録認定はされなかった（青少年による危険な挑戦を増やさないため）。